# Eugène Dété
Eugène Dété, né le 7 novembre 1848 à Valenciennes et mort le 5 mars 1922 à Paris, est un graveur et illustrateur français.

## Biographie
Élève de Joseph Burn Smeeton et de son apprenti Auguste Tilly qui travaillèrent pour L'Illustration à travers l'atelier Smeeton-Tilly, Eugène Dété est essentiellement un graveur sur bois. Il a travaillé conjointement avec Tony Beltrand. Il est également proche d'Auguste Lepère et de Daniel Vierge, dont il est l'un des interprètes.
Ses productions sont fort nombreuses, surtout pour la presse périodique illustrée, dont la Revue illustrée, Le Monde illustré, Le Petit Parisien, etc. Il s'associe à Tony Beltrand (« Beltrand & Dété ») pour produire de nombreuses gravures destinées aux journaux illustrés, duo rejoint par Frédéric Florian. Cet atelier qui signe par le monogramme « B.D.F », est placé sous la direction d'Auguste Lepère.
En 1889, il rejoint la Société des aquafortistes français, fondée par Auguste Laguillermie.
En 1902, il participe à une importante exposition rétrospective de la gravure sur bois, organisée par La Plume dans les locaux de l'École des beaux-arts de Paris.
Vers 1906-1907, il fonde une librairie à son nom pour l'édition d'ouvrages destinés aux bibliophiles, et donc à tirage très limité, publiant par exemple un texte d'Armand Dayot illustré par Charles Jouas. En 1908, Dété grave les illustrations de la toute première édition illustrée du Portrait de Dorian Gray d'Oscar Wilde pour le compte de Charles Carrington. Il interprète également l'artiste sulfureux Martin van Maële (1912). Avec Beltrand, il grave les illustrations de la collection « Les Minutes parisiennes » pour le compte de Paul Ollendorff.
Il meurt le 5 mars 1922 en son domicile du 6e arrondissement de Paris. Sa mort est annoncée dans Le Temps du 7 mars 1922.
Il est le père d'au moins deux filles, dont Jeanne-Flore Dété, graveuse.

## Élèves
- Paul Baudier
- Jeanne-Flore Dété
- Auguste Lepère

## Sélection d'ouvrages illustrés

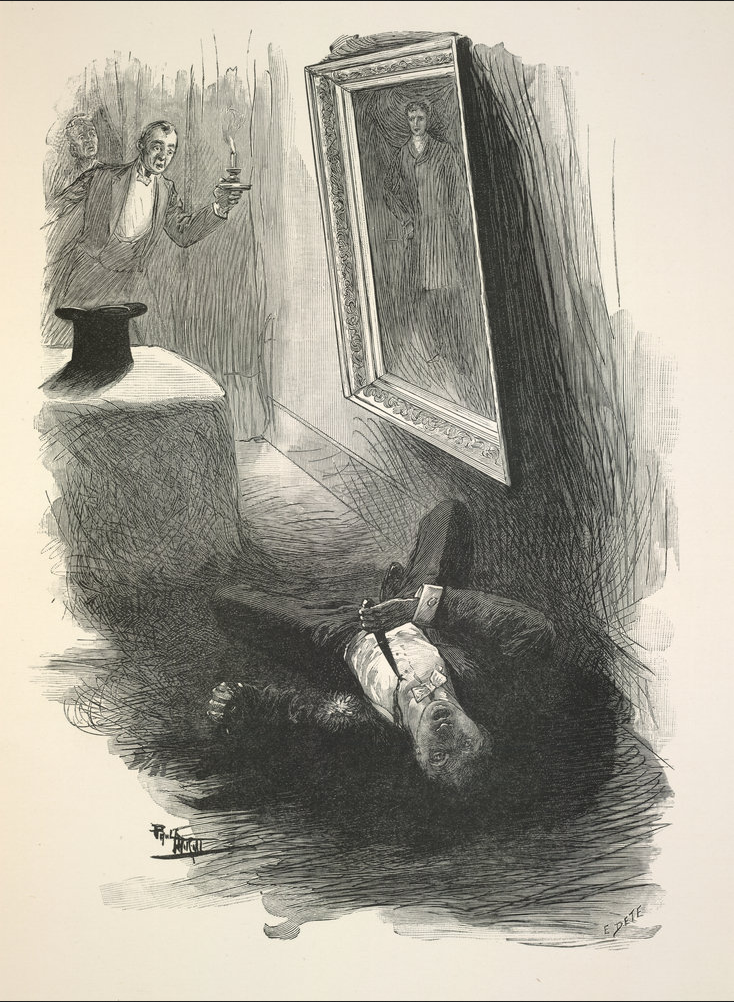
Un des bois gravés par Dété pour The Picture of Dorian Gray (1908).

- Clovis Hugues, Paris vivant, gravures sur bois de Clément-Édouard Bellenger, Dété, Auguste Lepère, F. Noël, Henri Paillard, Julien Tinayre, Société artistique du livre illustré, 1890.
- Clovis Hughes, Le Journal, préface d'Henri Bouchot, Société artistique du livre illustré, 1890.
- Alfred de Vigny, Stello, illustré par Georges Scott, Chez Paul Ollendorff, 1901.
- Collection « Les Minutes parisiennes » (éditions Paul Ollendorff) :
  - Maurice Guillemot, 8 Heures. Dîners parisiens, illustré par Jeanniot, Paris, 1901.
  - Pierre Valdagne, 4 Heures. L'Essayage, illustré par Paul Balluriau, 1901.
  - Georges Ohnet, 6 Heures. La Salle d'armes, illustré par Gustave Flasschoen, 1902.
  - Gustave Coquiot, 1 Heure du matin. Les Soupeuses, illustré par Georges Bottini, 1903.
  - Gustave Geffroy, 7 Heures. Belleville, illustré par Joaquím Sunyer, 1903.
  - Désiré Louis, 6 Heures du matin. La Chapelle, illustré par Gaston Prunier, 1904.
- Armand Dayot, Le Vertige de la beauté, soixante-douze compositions de Charles Jouas, gravées par Dété, Librairie E. Dété, 1906.
- Georges Dubosc, Rouen d'hier et d'aujourd'hui, préface de Léon Hennique, dessins originaux de Charles Jouas, A. Blaizot, 1908.
- Oscar Wilde, The Picture of Dorian Gray, sept compositions de Paul Thiriat gravées par Dété, Chez Charles Carrington, 1908.
- Dix contes d'Edgar Poe, illustration de Martin van Maële gravées par Dété, Librairie Dordon-Ainé, 1912.
- Henri Barbusse, Le Feu. Journal d'une escouade, avec 86 gravures de Dété d'après Raymond Renefer, Gaston Boutitie, 1918.
- Joris-Karl Huysmans, La Cathédrale, vol. 1 et 2., illustré par Charles Jouas, gravé par Dété, Chez Georges Crès et Cie, 1919.
- Louis Bertrand, La Grèce du soleil et des paysages, 89 dessins de Raymond Rennefer, Gaston Boutitie, 1920 [édition définitive].
- Manoël Gahisto, Edmond Pilon, biographie-critique, suivie d'un autographe, d'opinions et d'une bibliographie, frontispice gravé sur bois, Edward Sansot, 1921.
- Louis Dimier (préf.), Physionomies et physiologies : 81 gravures sur bois d'après Honoré Daumier, Émile Nourry, 1930.